# Призрачная Деревня (памятник)
При́зрачная Дере́вня — памятник, находится в 4,5 км юго-западнее города Кировск, является символом уничтоженных войной 38 селений и деревень на территории современного Кировского района Ленинградской области. Памятник расположен на территории военно-исторического мемориала «Невский пятачок».
Входит в музейный комплекс «Невский пятачок» по решению Ленинградского горисполкома 10 июля 1978 года. Место получило статус мемориального военно-исторического комплекса с целью увековечивания периода ожесточённых боёв за Ленинград, включён в охранную зону памятников «Зелёный пояс славы Ленинграда».
Памятник установлен в 1985 году на том месте, где до войны находилась деревня Арбузовка. Архитекторы О. С. Романов и М. Л. Хидекель.

## Описание
Памятник находится на возвышении — земляном холме, состоит из бетонных столбов, выложенных в форме домов, у которых отсутствуют стены, крыши и окна. Памятник и название отражает идею призрака домов, разрушенных или сгоревших и является напоминанием о Великой Отечественной войне.

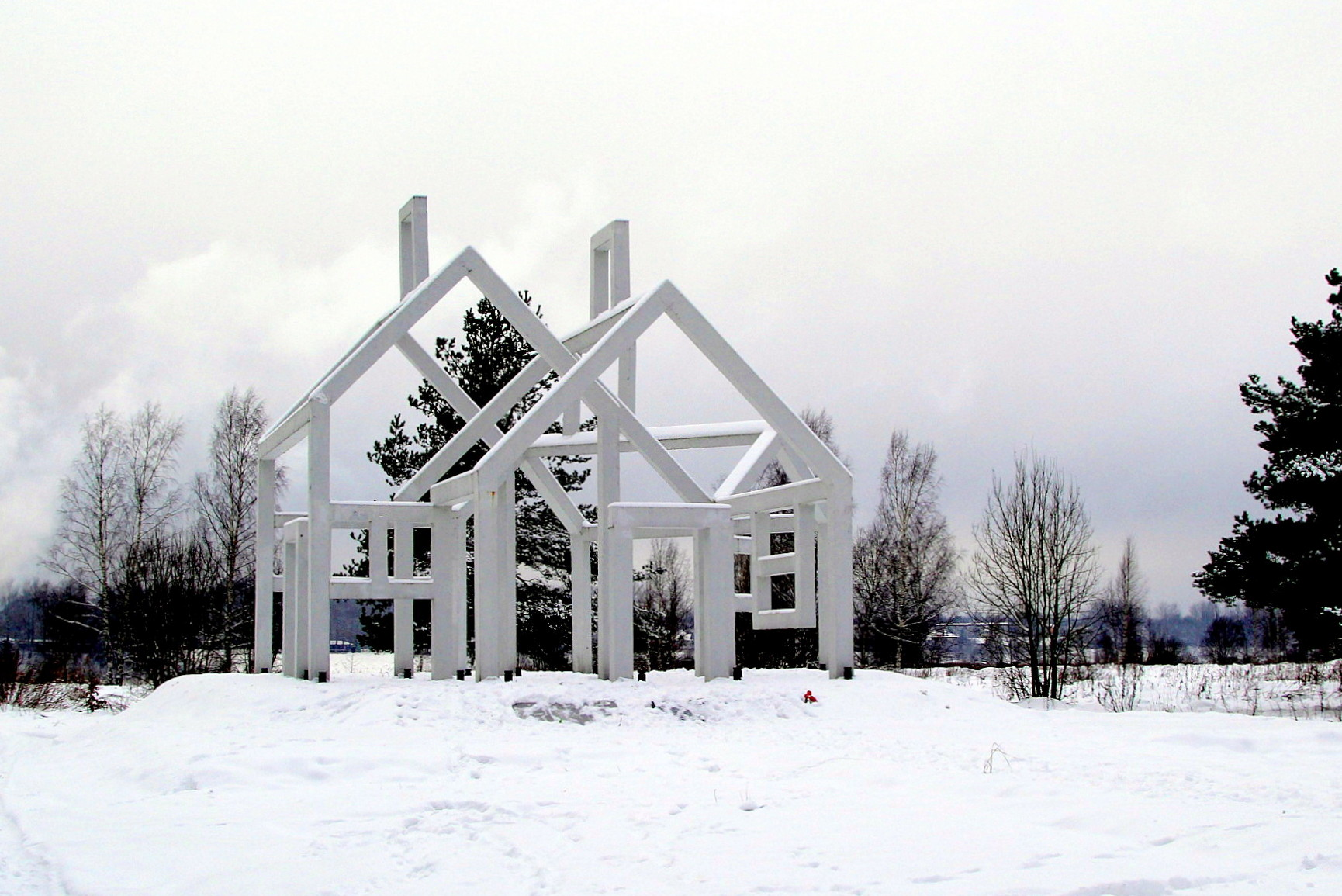
Призрачный дом. Дневной вид

Возле памятника находится памятный знак с надписью о том, что на этом месте находилась деревня Арбузовка, в которой стояло 58 домов. У основания холма лежат плиты с названиями населённых пунктов, уничтоженных c 1941 по 1944 годы, сверху выбита надпись:

Земля Кировского района в годы Великой Отечественной войны была местом ожесточённых боев с немецко-фашистскими захватчиками.— Мемориалы, посвящённые блокаде Ленинграда
Список уничтоженных гитлеровцами деревень, сёл и посёлков:
- Городок № 2
- Городок № 1

Сёла и деревни
- Анненское
- Поречье
- Синявино
- Пильная Мельница
- Арбузово
- Вороново
- Гонтовая Липка
- Каменка
- Мустолово
- Лобаново
- Келколово
- Липка
- Мишкино
- Московская Дубровка
- Подгорная
- Тортолово
- Погорелушка
- Бугры
- Верхняя Назия
- Апраксин Городок
- Крутой Ручей
- Марково
- Хандрово
- Карбусель
- Ерзуново
- Старая Мельница

Посёлки
Эстонский, Рабочий с № 1, Рабочий № 2, Рабочий № 3, Рабочий № 4, Рабочий № 5, Рабочий № 6, Рабочий № 7, Рабочий № 8, Рабочий № 9.